# 哈德姆·蘇萊曼·帕夏
哈德姆·蘇萊曼帕夏（约1467年—1547年9月），是一個奥斯曼帝国的政治家和軍事指揮官。他在1525年至1535年和1537年至1538年是奧斯曼帝國埃及省的總督，1541年至1544年之間出擔任奧斯曼帝國的大維齊爾。他也是一位匈牙利裔的宦官，他的綽號哈德姆在土耳其語意為“宦官”。
在擔任埃及總督時，他被蘇里曼大帝下令參與遠征印度洋的行動，並於其中在1538年率軍佔領亞丁和迪烏圍。